# Alvise Vivarini
Alvise Vivarini, italijanski slikar, * 1446, Murano, † 1502, Benetke.
- Madonna col Bambino, (1485-90)
- Cristo benedicente (1494)
- Cristo risorto, 1497-98